# Miniclip
Miniclip è un'azienda che sviluppa, pubblica e distribuisce flash game e rappresenta uno dei maggiori siti (tra l'altro disponibile in 16 lingue) di giochi internet del genere. 
È stata creata nel 2001 da Robert Small e Tihan Presbie con un budget di 40 000 sterline. Nel 2008 il valore della compagnia era stimato attorno ai 275 milioni di sterline. Agli inizi, Miniclip ha pubblicato giochi come Pac-Man ed altri titoli importanti, che non sono più presenti nel sito.
A dicembre 2016, Miniclip ha superato un miliardo di download per la maggior parte dei giochi, che  sono disponibili anche sotto forma di applicazioni per: Android, iOS e Windows Phone. A marzo 2022 Miniclip ha annunciato di aver raggiunto 4 miliardi di download, di cui il gioco 8 Ball Pool ne rappresenta un miliardo.

## Giochi

### Più conosciuti
- 8 Ball Pool: è il gioco di biliardo più famoso e giocato al mondo. Sbarcato su Facebook, ha avuto un notevole successo, tanto che ad oggi, circa 6 milioni di giocatori giocano almeno una volta al mese. Il gioco è disponibile anche sotto forma di applicazione per Android e iOS.
- AdVenture Capitalist: in questo gioco, il giocatore sarà un capitalista imprenditoriale.
- Tanki Online: il giocatore guida un carro armato, che durante la partita si potenzia. Lo scopo è distruggere altri carri armati.
- Soccer Physics: è un gioco di calcio dove sono presenti un giocatore e un portiere.
- Football Strike: gioco di calcio che include la possibilità di tirare e parare punizioni, fare una gara di tiri e una modalità carriera.
- Basketball Stars: gioco di pallacanestro che include la possibilità di giocare degli 1 contro 1, fare una gara di tiri e una modalità carriera.
- Gladiator: un guerriero è chiuso in un'arena e deve cercare di sconfiggere i nemici che gli si scaraventano addosso.
- Motocross Nitro: il giocatore è al comando di una motocross e deve cercare di vincere numerose gare.
- Agar.io: il giocatore è un cerchio e deve mangiare gli altri giocatori più piccoli per ingrandirsi, scalando la classifica.
- Slither.io: il giocatore è un serpente e deve tagliare la strada ad altri serpenti. Per diventare più lunghi si devono mangiare i ricavati dalla sconfitta dell'avversario.
- Diep.io: il giocatore è un cannone e deve sparare ad altri cannoni, evolvendosi e scalando la classifica.

## Giochi mobile
Miniclip ha molti giochi per dispositivi mobili disponibili per iOS, Android, Symbian e Windows Phone, come 8 Ball Pool, Golf Battle, Gravity Guy, Bloons Tower Defense, Plague Inc. per Android, Berry Rush, Agar.io, Diep.io, Mini Militia, Ludo Party, Head Ball 2 e molti altri giochi di app.

## Giochi per Xbox One, PC, e PS4
Il 14 febbraio 2017, Miniclip ha rilasciato il suo primo gioco compatibile con Xbox One, PC e PlayStation 4, chiamato MX Nitro.